# ピッティ宮殿

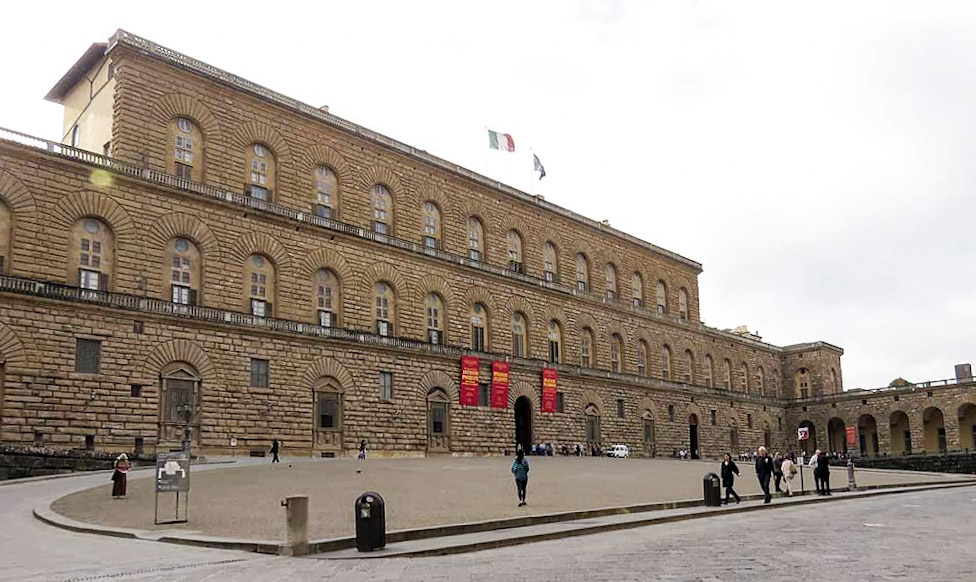
ピッティ宮殿前の広場

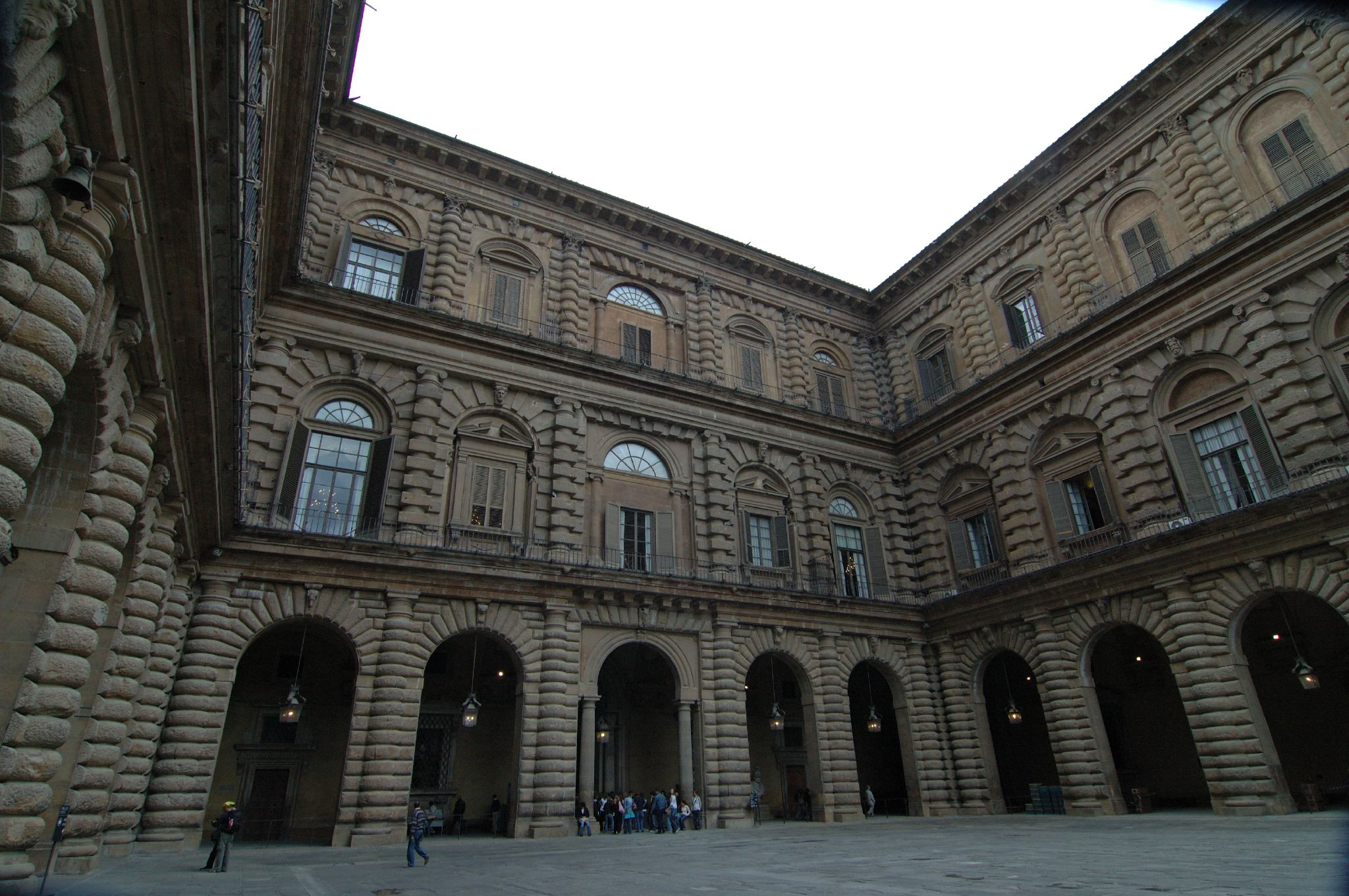
ピッティ宮殿の中庭

ピッティ宮殿（ピッティきゅうでん、伊：Palazzo Pitti）は、イタリアのフィレンツェにあるルネサンス様式の広大な宮殿。トスカーナ大公の宮殿として使用された。アルノ川の西岸に位置し、ウフィッツィ美術館とはヴァザーリの回廊を通じて結ばれている。
1587年にフェルディナンド1世が即位して以降、ヴィットーリオ・エマヌエーレ3世によってイタリア国民に移譲されるまで、トスカーナにおける宮廷としての役割を果たし続けた。約400年に渡り、メディチ家を中心として収集された絵画や宝飾品のコレクションは膨大な数にのぼる。現在この建物は、内蔵する美術品とともに美術館として一般に開放されている。

## 沿革

### 初期

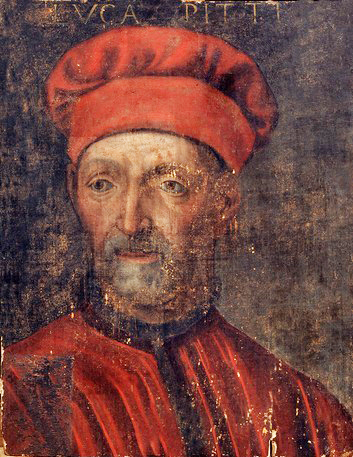
ルカ・ピッティの肖像

1457年、フィレンツェの銀行家ルカ・ピッティはピッティ宮殿の建設に着手した。ピッティは、後に「祖国の父」と呼ばれるコジモ・デ・メディチのライバルであり、メディチ宮よりも優れた建物を作ることを望んでいた。後に自らの財政が悪化したときも、宮殿への投資は惜しまずに続けている。だがコジモの子ピエロ・ディ・コジモ・デ・メディチに対する陰謀発覚によって工事は中断され、ピッティ宮殿の完成を見ることなく、ピッティは1472年に死去。ピッティの死とともに、宮殿の建設も中止された。

### メディチ家

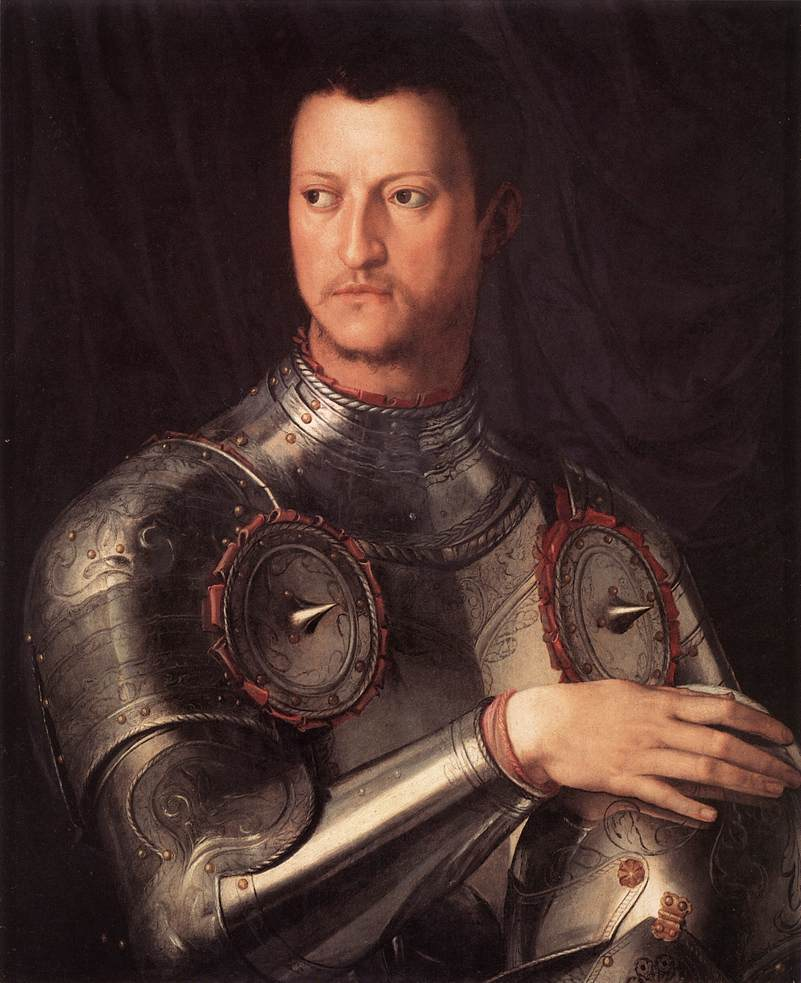
コジモ1世の肖像

ピッティの死から約100年を経た1550年頃、初代トスカーナ大公であるメディチ家の当主コジモ1世が、体調を崩しがちになった妻エレオノーラ・ディ・トレドのためにピッティ宮殿を買い取った。これにともない中断されていた宮殿の建設が再開された。宮殿の改修は、バルトロメオ・アンマナーティが担当し、宮殿の背後にある庭（現・ボーボリ庭園）の設計は、通称トリボロという芸術家の案に従って造られていったとされる。庭と宮殿の整備は、1590年頃まで約半世紀近く、コジモ一世、フランチェスコ一世、フェルディナンド一世と三代にわたって続けられた。
1580年に現在のウフィッツィ美術館が完成し、その建物が政治の場として機能するようになると、コジモ1世およびその家族は私的な時間をピッティ宮殿で過ごすようになる。結果としてコジモ1世の公私の空間は、これら二つの建物に分離された。

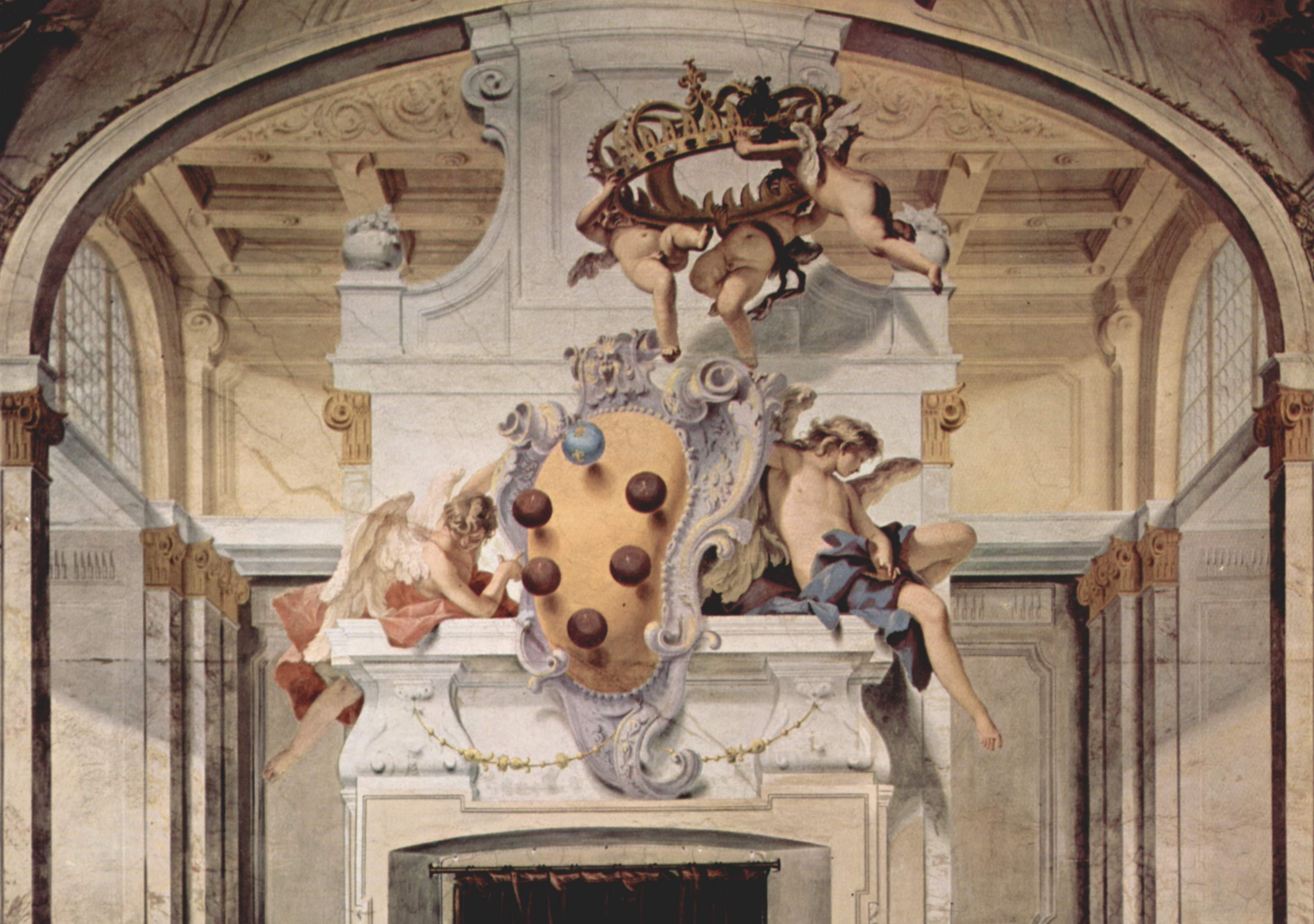
宮殿内の壁画に描かれたメディチ家の紋章

また、多数の芸術家を支援したことで知られるメディチ家は、美術品の収集にも熱心だった。ルネサンスを代表する名画や宝飾品が、時の当主の手によって集められた。これらが現在のピッティ美術館の中心となる収蔵品である。
1737年、メディチ家最後のトスカーナ大公であるジャン・ガストーネが、後継ぎの男児が生まれないまま死去。少し遅れて1743年には、彼の姉であり最後のメディチことアンナ・マリーア・ルイーザ・デ・メディチも世を去った。アンナ・マリーアの死によってメディチ家の主流が断絶したため、トスカーナ大公の地位およびピッティ宮殿の主人の座はロートリンゲン家のフランチェスコ2世（神聖ローマ皇帝フランツ1世）が継承することになった。
アンナ・マリーアはその死に際し、「メディチ家のコレクションをフィレンツェから持ち出さない」ことを条件に、すべての美術品をトスカーナ政府に寄贈する遺言を残した。これによってメディチ家の収集品は散逸を免れた。

### 近代

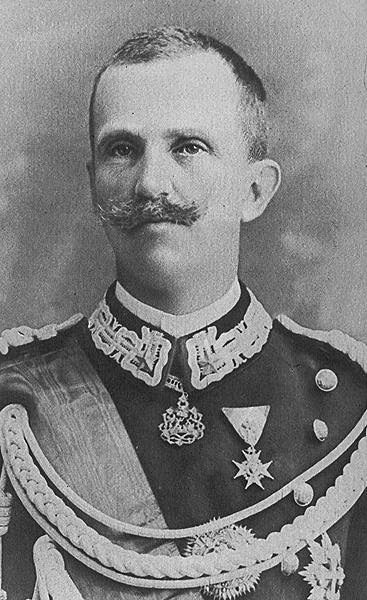
ヴィットーリオ・エマヌエーレ3世の肖像

ピッティ宮殿の主は、メディチ家からハプスブルク・ロートリンゲン家（ロートリンゲン家）に交代しても、美術品の収集および増改築をやめることはなかった。ピッティ宮殿がほぼ現在の形になるのは19世紀末のことである。メディチ家の収集品に加え、その後の主が求めた美術品の数々がその内部を飾った。しかし、フィレンツェの誇るこのコレクションが完全に現代まで保存されてきたわけではない。
1799年、ナポレオン・ボナパルト率いるフランス軍がトスカーナに侵入する。このとき、メディチ家のコレクションのいくつかはナポレオンによってフランスに持ち出された。その後返還された美術品もあるが、すべてが返還されたわけではない。これはウフィッツィ美術館に所蔵されていた美術品がそのまま残されたことと好対照である。その理由として、ウフィッツィ美術館に比べピッティ宮殿のコレクションはより私財としての性格が強いことを意味している、という指摘もある。
1814年、ナポレオン1世が失脚すると、トスカーナ大公国およびピッティ宮殿は再びロートリンゲン家が手中に収める。しかしその後トスカーナがサルデーニャ王国に併合されるとともに、ピッティ宮殿の主も交代しサヴォイア家が居を構えた。やがて1911年、ヴィットーリオ・エマヌエーレ3世によって文部省に移譲され、美術館管理局の管轄下におかれる。その後アンナ・マリーアの遺言をかなえる形で、ピッティ宮殿およびその収蔵品は一般に公開された。

## 特徴

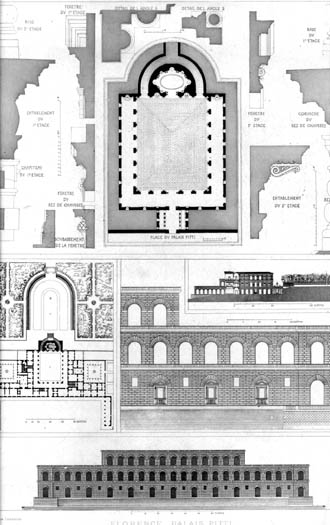
19世紀の設計図

ピッティ宮殿は約400年に渡り増改築を繰り返した。これは宮殿の建設が公共事業としての役割を果たしていたのと同時に、当時トスカーナ大公国の宮廷として機能していたピッティ宮殿において、増え続ける人間を収容する必要があったためである。また宮廷としての性格を強めていたために、芸術家として高名な建築家よりも、大公とのつながりの深い建築家が選ばれる傾向があった。例えば1616年の設計競技においては、当時建築家として既に著名であったチーゴリやゲラルド・シルヴァーニが落選し、宮廷建築家であるジュリオ・パリージが当選している。
他の宮廷との違いは大きく2つある。第一に複数の宮廷が共存していた点、第二には大公一族は季節ごとに使用する居室を移動していた点である。ピッティ宮殿には大公一家のみならず、その親族も生活していた。また、居室の移動は他の宮廷においても見られた習慣だが、ピッティ宮殿では階を移動する点で他の宮廷とは性格を異にする。

## 年表

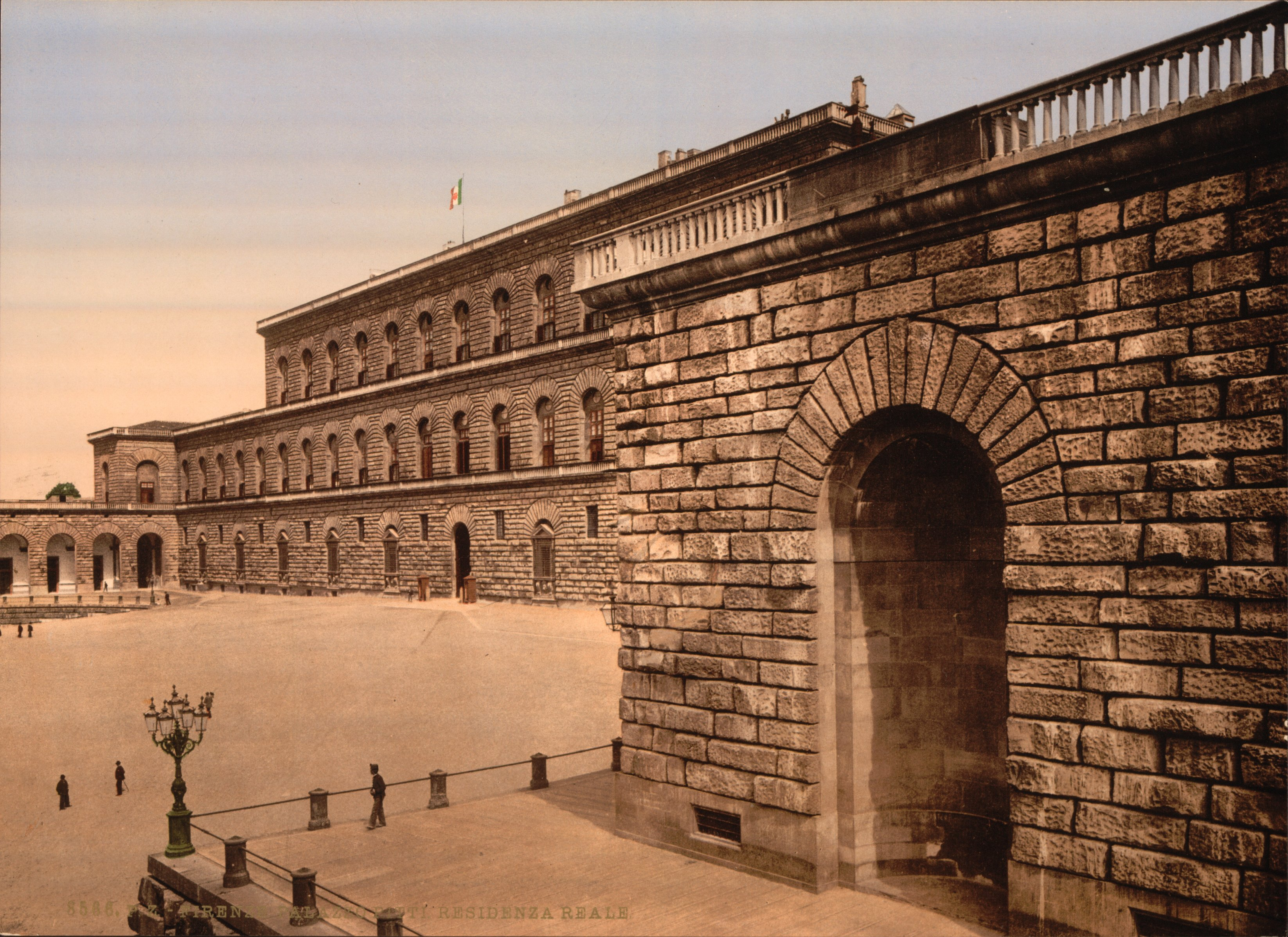
19世紀のピッティ宮殿

- 15世紀 建築家フィリッポ・ブルネレスキによって設計、着工。現在のピッティ宮殿の主要翼の中央7窓軸分が形成される。
- 1561年～1577年 バルトロメーオ・アンマンナーティにより新翼部、中庭部分が増築される。
- 1563年 アンマンナーティがボーボリ庭園の建設を着手。
- 1565年 ジョルジョ・ヴァザーリによってヴァザーリの回廊が完成。
- 1620年～1650年 パリージ父子により主要翼において最大規模の増改築が実施される。
- 19世紀末 両側翼が完成。ほぼ現在の姿となった。

## 美術館

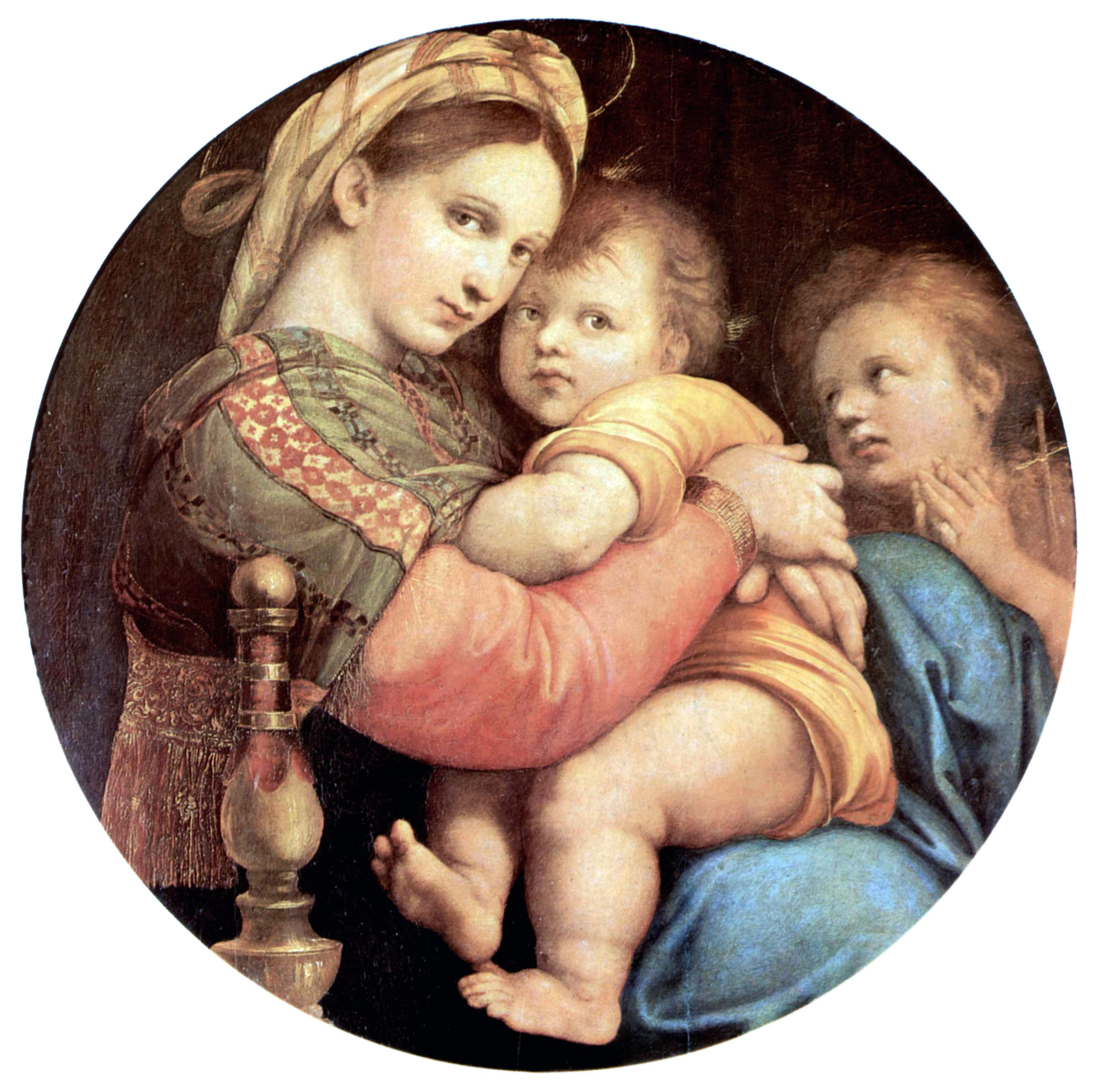
『小椅子の聖母』、ラファエロ

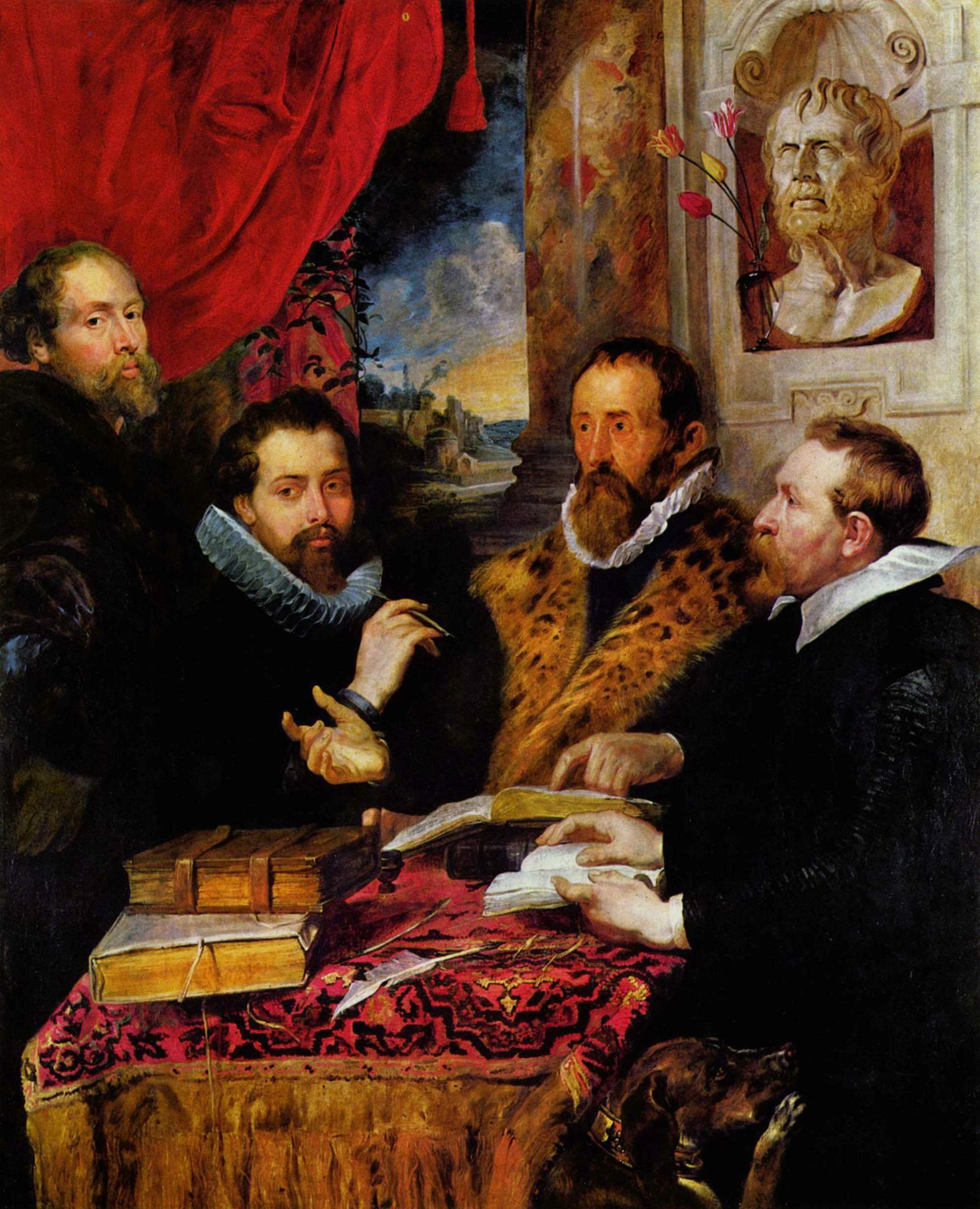
『四人の哲学者』、ルーベンス

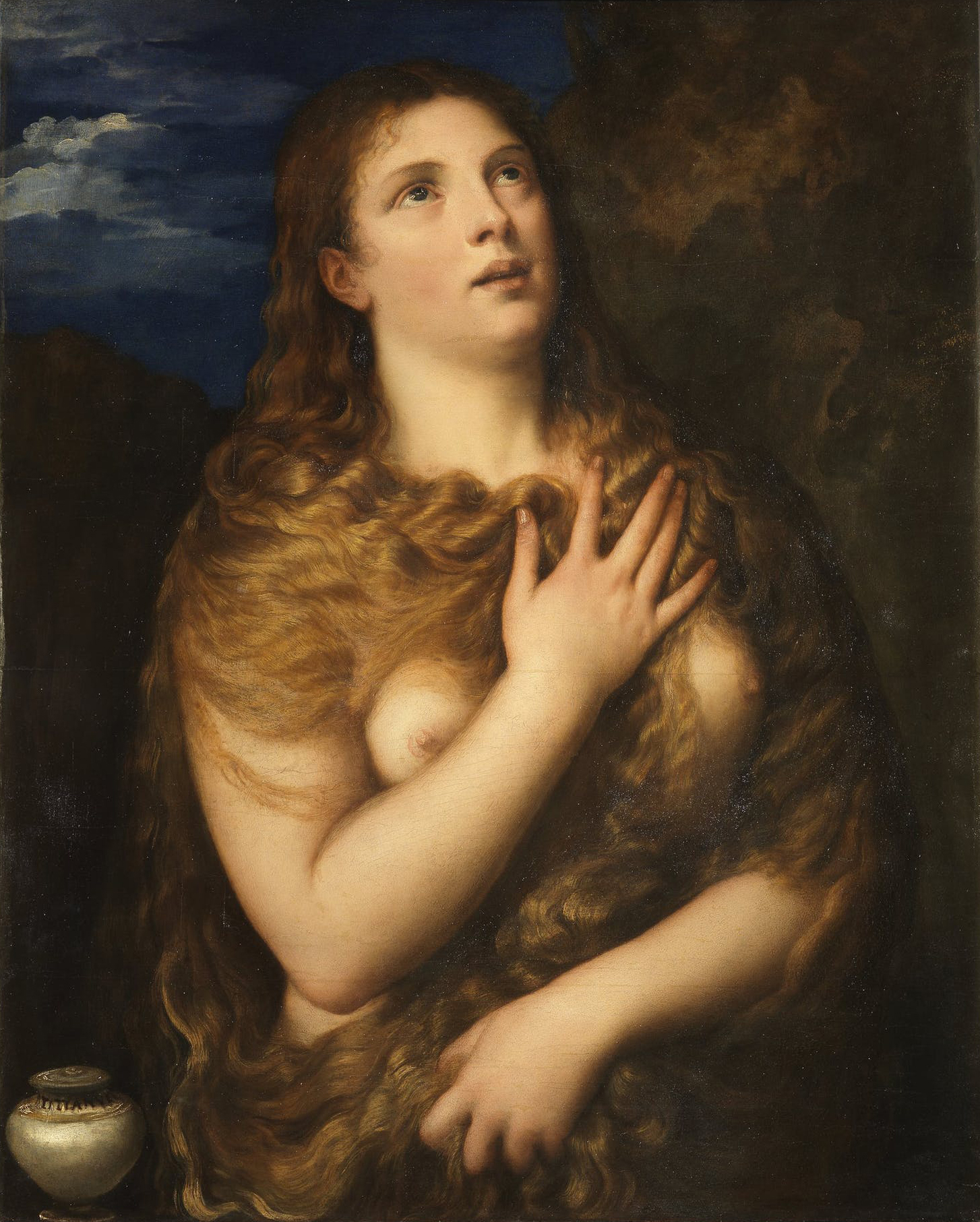
『悔悛するマグダラのマリア』、ティツィアーノ

### ピッティ美術館
1833年に公開が始まった。メディチ家を中心とした歴代の主が収集した1000点以上の美術品が公開されている。絵画を中心としたコレクションで別名は「パラティーナ美術館」。コジモ2世により1620年頃から収集が始められた。ピエトロ・ダ・コルトーナが内装を手がけたもので、「ヴィーナスの間」「アポロの間」「ユピテルの間」「マルスの間」などに残る壁画は彼の作品である。以下は主な収蔵品。
- ラファエロ
  - 『大公の聖母』（1504年頃）
  - 『小椅子の聖母』（1514年頃）
  - 『ヴェールを被る婦人の肖像』（1516年頃）ほか
- アンドレア・デル・サルト
  - 『サン・ガッロの受胎告知』（1513～1514年頃）
  - 『三位一体の論議』（1517年頃）
  - 『パッセリーニの聖母被昇天』（1526年頃）
- カラヴァッジョ
  - 『眠るアモール』 (1608年)
  - 『アントニオ・マルテッリの肖像』 (1608年)
- ルーベンス
  - 『四人の哲学者』（1611～12年）
  - 『キリストの復活』（1616年頃）
  - 『戦争の惨禍』（1638～1639年）ほか
- アンソニー・ヴァン・ダイク
  - 『グイド・ベンティヴォーリオ枢機卿の肖像』（1623年頃）
- その他の作品
  - フィリッポ・リッピ 『聖母子聖アンナの生涯』（1452～1453年頃）
  - ボッティチェリ 『婦人の肖像（美しきシモネッタ）』（1475年頃）
  - ソドマ 『聖セバスティアヌスの殉教』（1525～1526年頃）
  - ティツィアーノ 『悔悛するマグダラのマリア』（1530～1535年頃）ほか
  - アンニーバレ・カラッチ 『栄光のキリストと聖人たち、およびオドアルド・ファルネーゼ』（1598～1600年）

### 近代美術館
3階に位置し、主にロートリンゲン家のコレクションを展示。中心となるのはマッキア派の絵画である。
- ジョヴァンニ・ファットーリ 「パルメーリ広場」、「ビリオッティ婦人像」
- テレマコ・シニョリーニ 「リオマッジョーレの風景」ほか

### 銀器博物館
メディチ家の骨董品であるガラス器や琥珀などを展示している。かつてウフィッツィの「宝石の間」に展示されていたコレクションが核となっている。コジモ1世夫妻とその4人の子供の像が彫られた、ジョヴァン・アントニオ・デ・ロッシ作のオニキスのカメオが有名。

### 衣装博物館
3階の北側に位置している。

### 陶磁器博物館
ボーボリ庭園に位置する庭園小屋内部にある。庭園小屋はもともとコジモ3世によって作られ、増築されて現在の形となった。

### 馬車博物館
ロートリンゲン家とサヴォイア家が所有していた馬車を展示している。

## ボーボリ庭園
ボーボリ庭園（Giardino di Boboli）は、総面積4万5000m2の大庭園。コジモ1世はアンマンナーティに対して「貴人だけの場所であるから、庭園には誰も入ることが出来ないようにしたい」という手紙を送っている。その後、17世紀にようやく完成をみた。園内にはヴァザーリの回廊のピッティ宮殿側出口や、「ブオンタレンティの洞窟」、「円形劇場」などがある。またかつて要塞として作られ、現在は現代美術の特別展が開催されるフォルテ・ディ・ベルヴェデーレもこの庭園に位置する。バッカスの噴水にある亀に乗った小人像はコジモ1世の忠臣をモデルとしている。